# Rzeszotary-Chwały
Rzeszotary-Chwały (prononciation : [ʐɛʂɔˈtarɨ ˈxfawɨ]) est un village polonais de la gmina de Rościszewo dans le powiat de Sierpc de la voïvodie de Mazovie dans le centre-est de la Pologne.

## Histoire
De 1975 à 1998, le village appartenait administrativement à la voïvodie de Płock.

Depuis 1999, il appartient administrativement à la voïvodie de Mazovie